# Perusia lacticinia
Perusia lacticinia är en fjärilsart som beskrevs av Butler 1882. Perusia lacticinia ingår i släktet Perusia och familjen mätare. Inga underarter finns listade i Catalogue of Life.